# Cryptus arundinis
Cryptus arundinis är en stekelart som beskrevs av Heinrich Boie 1855. Cryptus arundinis ingår i släktet Cryptus och familjen brokparasitsteklar. Inga underarter finns listade i Catalogue of Life.